# Spencer House
Spencer House – rezydencja w stylu palladyjskim zbudowana w 1766 roku jako siedziba rodu przez Johna Spencera, pierwszego hrabię Spencer. Pozostaje własnością rodu Spencerów (aktualnie Charlesa Spencera, młodszego brata Diany, księżnej Walii).
XVIII-wieczne wnętrza i zbiory sztuki są udostępnione dla zorganizowanych grup zwiedzających.